# Шелан (округ)
Округ Шелан (англ. Chelan County) — округ штата Вашингтон, США. Население округа на 2000 год составляло 66 616 человек. Административный центр округа — город Уэнатчи.

## История
Округ Шелан основан в 1899 году.

## География
Округ занимает площадь 7567,9 км2.

## Демография
Согласно переписи населения 2000 года, в округе Шелан проживало 66 616 человек (данные Бюро переписи населения США). Плотность населения составляла 8,8 человек на квадратный километр.